# 仅剩一口的青春
《仅剩一口的青春》（英語：Last Friend），2018年中国偶像剧。由龚锐、何德瑞、沈思吉、吴瑞淞领衔主演，优酷视频于2018年8月13日首播。

## 播出时间
| 频道     | 所在地   | 播映日期      | 播出时间 | 备注 |
| -------- | -------- | ------------- | -------- | ---- |
| 优酷视频 | 中国大陆 | 2018年8月13日 |          |      |

## 演员列表

### 主要演员
| 演員   | 角色 | 介紹 |
| 龚锐   | 秦逸 | 樂隊的主唱 喜歡音樂 與鐘奕是最好的朋友。 原本有心臟病 後來接受心臟移植手術 剛好換到了鐘奕他哥哥的心臟。         |
| 何德瑞 | 钟弈 | 樂隊的主唱之一同時也是鍵盤手 夢想是踏上音樂的舞台 但是在最後比賽當中 被歐陽拿著對秦逸不利錄音威脅並沒有上台演出 |
| 沈思吉 | 邬金 | 吉他手 |
| 吴瑞淞 | COCO | 吉他手 |

### 其他演员
| 演員   | 角色     | 介紹 |
| 李昊霖 | 银龙     | 樂隊鼓手 喜歡鄔金                                                                                             |
| 蒋毓玮 | 林倩倩   | 喜歡秦逸 由於她要去美國留學 想和秦逸一同到美國 但秦逸只想完成音樂的夢想 後僅自己到美國。 而後成為情感小說作家 |
| 安晨芯 | 祁佳     | 興趣攝影 喜歡鍾奕                                                                                             |
| 杨宝心 | 欧阳     | |
| 唐禹哲 | 成年钟弈 | |
| 辰亦儒 | 成年秦逸 | |

## 网络剧原声带
| 曲序 | 曲目                        | 演唱     |
| ---- | --------------------------- | -------- |
| 1.   | 多遥远（主题曲）            | 二珂     |
| 2.   | 冒险（插曲）                | 一口乐队 |
| 3.   | 山路十八弯 (改编版)（插曲） | 一口乐队 |